# Монагас (штат)
Мона́гас (исп. Monagas) — один из 23 штатов Венесуэлы.
Административный центр штата — город Матурин.
Площадь штата 28 930 км², население — 905 443 человек (2011).

## Муниципалитеты штата
- Акоста
- Агуасай
- Боливар
- Карипе (исп.)
- Седеньо
- Либертадор
- Матурин (San Antonio de Capayacuar)
- Пиар
- Пунсерес
- Санта-Барбара
- Сотильо
- Уракоа
- Эсекьель Самора

## экономика

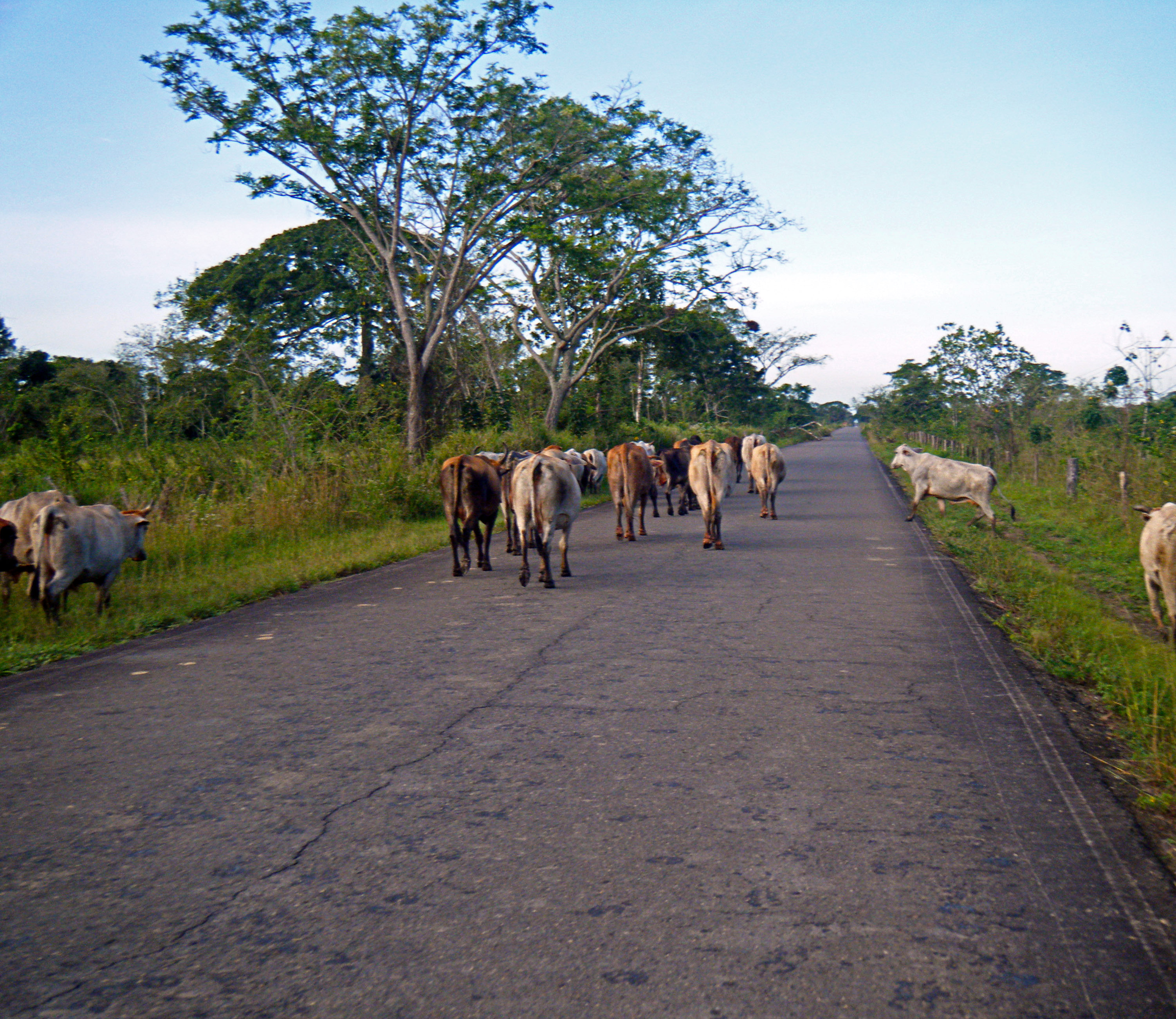
Животноводство в штате Монагас.

Экономика на Monagas основана в сельском хозяйстве и животноводстве.